# Aín
Aín är en kommun i Spanien.   Den ligger i provinsen Província de Castelló och regionen Valencia, i den östra delen av landet, 290 km öster om huvudstaden Madrid. Antalet invånare är 140. Arean är 12,3 kvadratkilometer. Aín gränsar till Alcudia de Veo, Algimia de Almonacid, Almedíjar, Chóvar, Eslida och Azuébar. 
Terrängen i Aín är kuperad.